# Spijker (Frankrijk)
Spijker (officieel: Spycker) is een gemeente in de Franse Westhoek in het Franse Noorderdepartement (Frans: département du Nord). De gemeente ligt in Frans-Vlaanderen in de streek het Blootland. Spijker grenst aan de gemeenten Groot-Sinten, Duinkerke, Armboutskappel, Stene, Pitgam, Broekkerke, Loon en Mardijk. De gemeente telde 1.725 inwoners op 1 januari 2022.

## Naam
De plaatsnaam van het dorp heeft een Oudnederlandse herkomst. De oudste vermelding is van 1164, als Spicra. Het betreft een aan het Middellatijn ontleend zelfstandig naamwoord met als betekenis in modern Nederlands: Spijker (graanschuur).

## Geografie
De oppervlakte van Spijker bedroeg op 1 januari 2022 9,19 vierkante kilometer; de bevolkingsdichtheid was toen 187,7 inwoners per km².

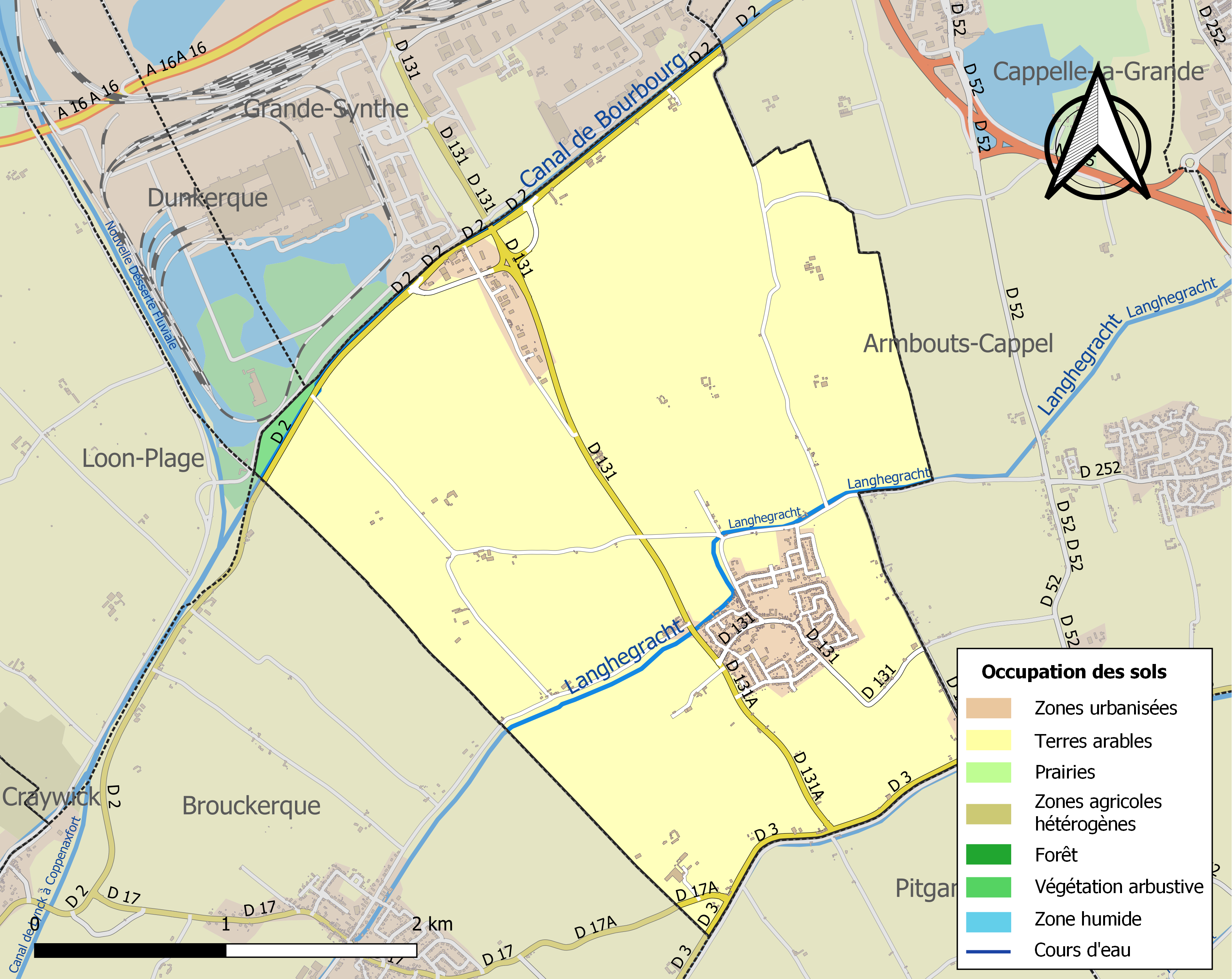
Kaart van de gemeente met belangrijkste infrastructuur, bodemgebruik en omliggende gemeenten

## Bezienswaardigheden
- De Sint-Leonarduskerk (Église Saint-Léonard)
- Het Château de l'Afgand met park

## Natuur en landschap
Spijker ligt in het Blootland op een hoogte van 0-5 meter. Het ligt ingesloten tussen de Broekburgvaart en de Kolme.

## Demografie
Onderstaande figuur toont het verloop van het inwonertal (bron: INSEE-tellingen).

## Nabijgelegen kernen
Armboutskappel, Stene, Broekkerke, Groot-Sinten
Armboutskappel · Bieren · Kapelle · Nieuw-Koudekerke · Sint-Winoksbergen · Spijker · Stene · Téteghem-Coudekerque-Village · Uksem
Armboutskappel · Arneke · Bambeke · Bavinkhove · Belle · Berten · Bieren · Bissezele · Blaringem · Boeschepe · Boezegem · Bollezele · Borre · Bray-Dunes · Broekburg · Broekkerke · Broksele · Buisscheure · Drinkam · Duinkerke · Ebblingem · Eke · Ekelsbeke · Eringem · Gijvelde · Godewaarsvelde · La Gorgue · Grand-Fort-Philippe · Grevelingen · Groot-Sinten · Hardefoort · Haverskerke · Hazebroek · Herzele · Holke · Hondegem · Hondschote · Hooimille · Houtkerke · Kaaster · Kapelle · Kapellebroek · Kassel · Killem · Kraaiwijk · Krochte · Kwaadieper · Lederzele · Ledringem · Leffrinkhoeke · Linde · Loberge · Loon · Meregem · Merkegem · Merris · Meteren · Millam · Moerbeke · Niepkerke · Nieuw-Berkijn · Nieuw-Koudekerke · Nieuwerleet · Noordpene · Ochtezele · Okselare · Oostkappel · Oud-Berkijn · Oudezele · Pitgam · Pradeels · Rekspoede · Rubroek · Ruisscheure · Sint-Janskappel · Sint-Joris · Sint-Mariakappel · Sint-Momelijn · Sint-Pietersbroek · Sint-Silvesterkappel · Sint-Winoksbergen · Soks · Spijker · Stapel · Steenbeke · Steenvoorde · Steenwerk · Stegers · Stene · Strazele · Terdegem · Téteghem-Coudekerque-Village · Tienen · Uksem · Vleteren · Volkerinkhove · Waalskappel · Warrem · Waten · Wemaarskappel · Westkappel · Wilder · Winnezele · Wormhout · Wulverdinge · Zegerskappel · Zerkel · Zermezele · Zoeterstee · Zuidkote · Zuidpene